# 3-Hydroxybromazépam
Le 3-hydroxybromazépam est le principal métabolite actif du bromazépam, une benzodiazépine qui a une demi-vie moyenne d'une trentaine d'heures si on prend en compte ce métabolite actif. Il a les mêmes effets secondaires que son composé parent : le bromazépam.
1. ↑  Masse molaire calculée d’après « Atomic weights of the elements 2007 », sur www.chem.qmul.ac.uk.